# Baobhan sith
Las Sith baobhan son hadas vampiras de la mitología escocesa, también capaces de convertirse en lobo.
Tiene similitudes tanto a las hadas de su Escocia natal y los vampiros de otras regiones. Tiene la forma de una mujer de una belleza sobrenatural que lleva un vestido verde o blanco. Al igual que las hadas, las Sith baobhan utilizan su aspecto encantador para atraer a los viajeros incautos en zonas aisladas del campo. Las Sith baobhan invitan a los hombres a bailar antes de atacarlos cuando están fuera de guardia. Ellas entonces utilizan sus garras extremadamente nítidas para perforar el cuello. El uso de estos agujeros por las Sith baobhan es para chuparles la sangre, o, en versiones más antiguas de la historia, la fuerza de la vida o la potencia, incluso sexual por parte de la víctima. Sólo necesitan alimentarse una vez al año. Al igual que con muchos vampiros, las Sith baobhan no pueden tolerar la luz del día ni el hierro y vuelven a la tumba antes del amanecer. En las versiones medievales de la historia, se representan a menudo con la pezuña hendida, que se mantienen ocultas debajo del vestido.
- Datos: Q807058